# Джовани Страца
Вижте пояснителната страница за други личности с името Джовани.
Джовани Страца (на италиански: Giovanni Strazza) (1818 – 1875) е италиански скулптор, роден в Милано, Италия. Учи в академия Brera в Милано, а след това работи в Рим между 1840 и 1858 г. Той се завръща в Милано, където преподава в своята алма матер от 1860 до 1875 г., предавайки „Скулптурния стол“ на Джозуе Аргенти.

## Творчество
Сред най-известните творби на Страца са:
- „Забулената дева“ (1850-те) – най-известното произведение на Страца
- „L'Audace Righetto“ (1851) – мраморна статуя в Palazzo Litta, Милано, която изобразява 12-годишно дете, което загива с кучето си през 1849 г. при опит да спре бомба по време на отбраната на Римската република през 1849 г. Има реплика от 2005 г., която се намира в Janiculum Hill, Рим

- „Забулената дева“
- „Смелият Ригето“
- „Ismael abandonado en el desierto“ (1850)